# Paddyreiher

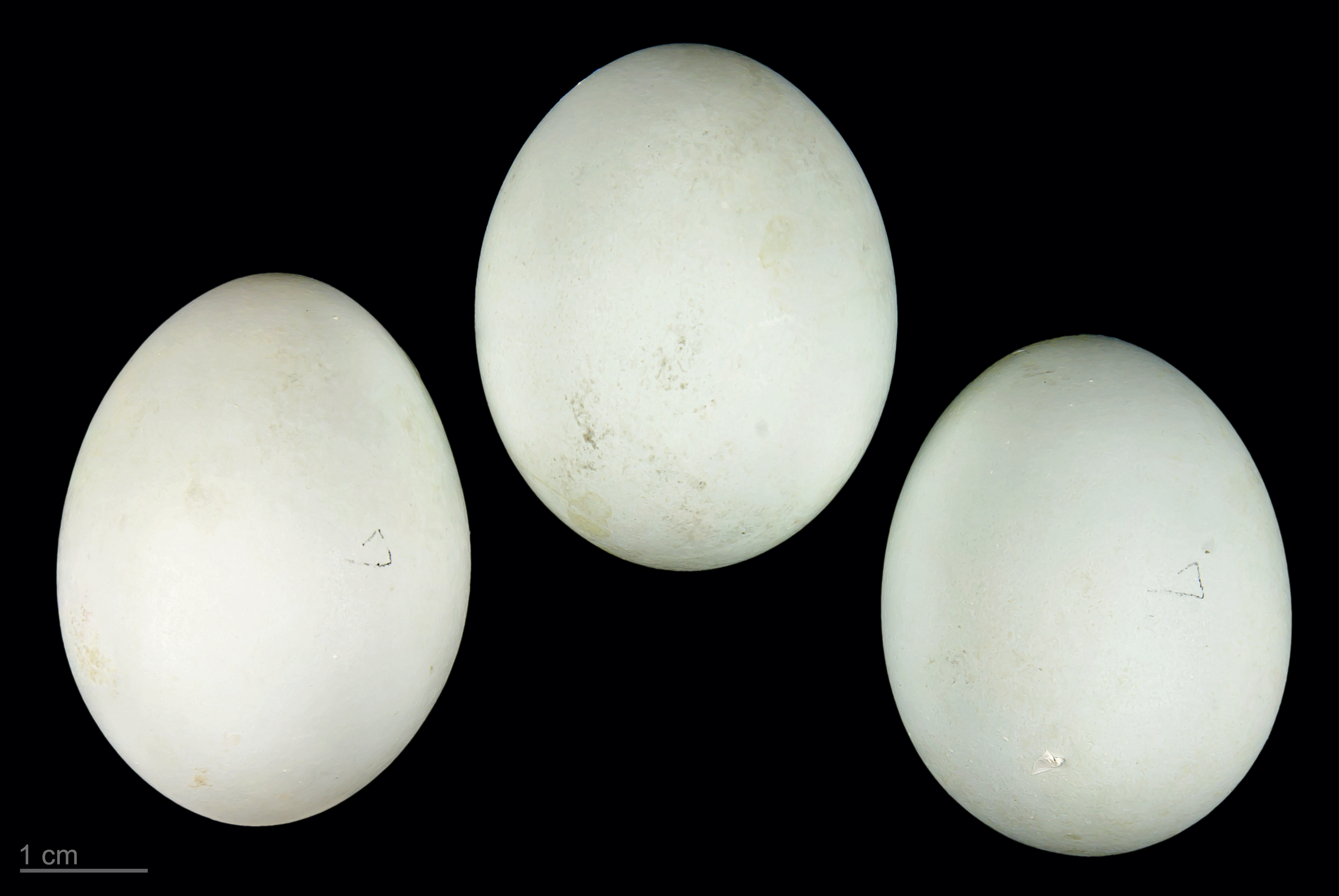
Ardeola grayii

Der Paddyreiher (Ardeola grayii) ist eine Vogelart aus der Familie der Reiher.

## Merkmale
Der Paddyreiher ist ein kleiner, gedrungener Reiher mit einer Körperlänge von maximal 45 cm. Im Schlichtkleid ist sein Rücken von schilfbrauner Farbe, so dass er leicht mit dem europäischen Rallenreiher zu verwechseln ist. Er wirkt im Flug jedoch durch seine weiße Flügelunterseite recht hell. Die Unterseite des Rumpfes ist abgesehen von der gestreiften Brust ebenfalls weiß. Im Prachtkleid ist der Rücken kastanienbraun.

## Vorkommen
Er bewohnt schilfbewachsene Feuchtgebiete, Mangroven und Sümpfe des südlichen Asiens. Sein Verbreitungsgebiet reicht vom Südiran über Indien und Sri Lanka bis Bangladesch. Eine Unterart (Ardeola grayii phillipsi) lebt auch auf den Malediven. Er dringt aber auch in Dörfer und auf Müllhalden vor, um sich dort von menschlichen Abfällen zu ernähren.

## Verhalten
Der Paddyreiher ernährt sich gewöhnlich von kleinen Fischen, Amphibien und Insekten. Er brütet zweimal jährlich, nämlich von Mai bis September und November bis Januar. Dabei nistet er in kleinen Kolonien, oft zusammen mit anderen Reiherarten. Sein Nest ist meist eine Plattform aus Zweigen und Schilf. Dort hinein legt das Weibchen drei bis fünf grün-blaue Eier.